# Съседни ъгли
Съседни ъгли са ъгли, които лежат на една права и имат общо рамо, а другите им рамене са противоположни лъчи.
Знаем, че α+β=180, α=180-β, β=180-α.
Ако един от съседните ъгли е прав, то и другият е прав.
Ако единият е остър, то другият ъгъл е тъп и обратно.